# Ross 47
Ross 47 är en ensam stjärna belägen i den norra delen av stjärnbilden Orion, som också har variabelbeteckningen V1352 Orionis. Den har en högsta skenbar magnitud av ca 11,48 och kräver ett teleskop för att kunna observeras. Baserat på parallax enligt Gaia Data Release 3 på ca 172,68 mas, beräknas den befinna sig på ett avstånd på ca 18,9 ljusår (5,8 parsek) från solen. Den rör sig bort från solen med en heliocentrisk radialhastighet på ca 106 km/s.

## Egenskaper
Primärstjärnan Ross 47 är en röd till orange stjärna (röd dvärg) i huvudserien av spektralklass M4V. Den har en massa som är lika med ca 0,22 solmassa, en radie som är ca 0,24 solradie och utsänder energi från dess fotosfär motsvarande ca 0,0063 gånger solen vid en effektiv temperatur av ca 3 300 K. Stjärnan klassas som en BY Draconis-variabel med variation i skenbar magnitud från 11,48 till 11,55.